# Som (valuta)

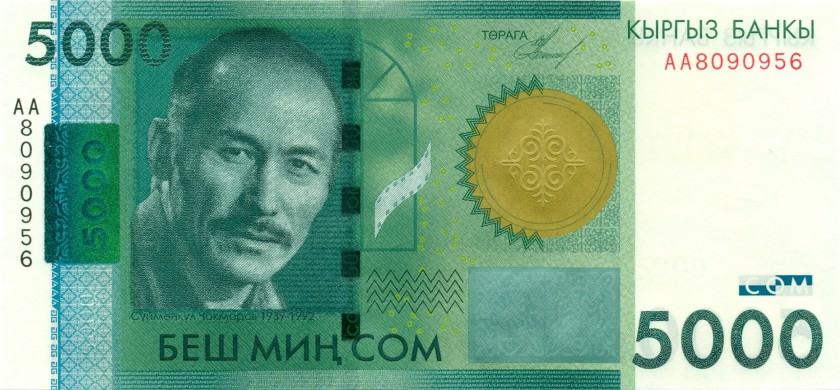
5000 KGS

Som (ibland stavat sum) är namn på valuta i följande länder:
- Kirgizistan - kirgizistansk som, valutakoden är KGS[2]
- Uzbekistan - uzbekistansk som, valutakoden är UZS[1]

Begreppet kommer från ord för "ren" på flera olika turkspråk som talas i Centralasien, och syftar på historiska namn för guldmynt av rent guld. Under Sovjetunionen tid använde talare av kazakiska, kirgiziska och uiguriska beteckningen även för rubel i Sovjetunionen.  Efter Sovjetunionens fall fick de nya nationella valutorna samma namn i två av de turkspråkstalande före detta sovjetrepublikerna, Kirgizistan och Uzbekistan. 